# Too Tough to Die Live
Too Tough to Die Live – koncertowy album Dee Dee Ramone'a nagrany w czerwcu 2001, podczas jego ostatniego występu w Nowym Jorku (w "Spa Club"). Wydany w 2003 roku przez wytwórnię Wanker Records.

## Lista utworów
1. "53rd & 3rd" – 2:09
2. "Beat on the Brat" – 2:16
3. "Mister Postman" – 3:04
4. "Born to Lose" – 2:26
5. "Chinese Rocks" – 2:30
6. "I Want to Be Sedated" – 2:18
7. "I Don't Care" – 1:34
8. "Horror Hospital" – 2:29
9. "Locomotion" – 3:05

## Skład
- Dee Dee Ramone – wokal, gitara basowa
- Michel Solis – gitara, wokal
- Paul Kostabi – perkusja